# Guvernoratul 'Amran
'Amran (în arabă:عمران) este un guvernorat în Yemen. Reședința sa este orașul Amran.